# John Rutherford (regista)
John Rutherford (1964) è un regista e produttore cinematografico statunitense specializzato nel cinema pornografico gay, presidente e direttore creativo della casa di produzione cinematografica COLT Studio Group.
Fu in precedenza capo della produzione della Falcon Entertainment.
Nel corso della sua carriera ha diretto circa una settantina di film fra il 1993 ed il 2007.
Ha vinto sei GayVN Awards e tre Grabby Awards, in tutti i casi nella categoria "miglior regista". Ha inoltre avuto l'onore nel 2002 di essere inserito nella GayVN Awards Hall of Fame.

## Filmografia

### Attore
- Live Event: Directors Summit (2003)
- Exposed: The Making of a Legend (2005)

### Regista
- House Rules (1993)
- Break Away (1994)
- By Invitation Only (1994)
- Flashpoint: Hot As Hell (1994)
- Foul Play (1994)
- Midnight Run (1994)
- Summer Fever (1994)
- This End Up (1994)
- Workin' Stiff (1994)
- Backroom (1995)
- Big As They Come 2 (1995)
- Big River (1995)
- Big Score (1995)
- Built Tough (1995)
- Other Side of Aspen 3: Snowbound (1995)
- Other Side of Aspen 4: The Rescue (1995)
- Renegade (1995)
- Backwoods (1996)
- Cruisin' 3 (1996)
- Deliverance: Code Of Conduct 2 (1996)
- Download (1996)
- Driven No Turning Back (1996)
- Full Package (1996)
- Ripe for Harvest (1996)
- Stripped: The Code Of Conduct (1996)
- Stripped: The Code Of Conduct (new) (1996)
- Chosen (1997)
- Freshmen (1997)
- Hardline (1997)
- Heatwave (1997)
- Heatwave: Director's Cut (1997)
- High Tide (1997)
- Hot Wheels (1997)
- Manhandlers (1997)
- Maximum Cruise (1997)
- Mercury Rising (1997)
- Basic Plumbing 2 (1998)
- Betrayed (1998)
- Big Thrill: I Know Who You Did Last Summer (1998)
- Current Affairs (1998)
- Fever (Gay) (1998)
- Red Alert (1998)
- French Connections 1: Temptation (1999)
- French Connections 2: Conquest (1999)
- In Deep: Miles to Go (1999)
- Absolute Aqua (2000)
- Absolute Arid (2000)
- Bad Behavior (2000)
- Crush (2000)
- FULLfilled (2000)
- No Way Out (2000)
- Out of Athens (2000)
- Out of Athens 2 (2000)
- Snap Shots (2000)
- Up Close (2000)
- Bounce (2001)
- Other Side of Aspen 5 (2001)
- Stroke (2001)
- Wildfire (2001)
- Best of Derek Cameron (2002)
- Deep South: The Big and the Easy 1 (2002)
- Deep South: The Big and the Easy 2 (2002)
- Defined (2002)
- Hot Wired 1 (2002)
- Best of Chad Hunt (II) (2003)
- Best Of Chase Hunter (2003)
- Reload (2003)
- Big 'N Plenty (2004)
- BuckleRoos (2004)
- BuckleRoos 2 (2004)
- Couples 2: More Colt Men On The Make (2004)
- Edu Boxer Solo (2004)
- Hog: The Leather File (2004)
- Minute Man 21 (2004)
- Minute Man 22 (2004)
- Muscle Up! (2004)
- Tod Parker Solo (2004)
- Todd Maxwell Solo (2004)
- Minute Man 23 (2005)
- Minute Man 24 (2005)
- Minute Man Solo 24 (2005)
- Wide Strokes (2005)
- Beefcake (2006)
- Best of Jeremy Penn (2006)
- Best of Tom Chase 1 (2006)
- Big Rig (2006)
- Dual: Taking it Like a Man (2006)
- Kris Lord Vs. Ken Ryker (2006)
- Man Country (2006)
- Minute Man 25 (2006)
- Minute Man 26 (2006)
- Minute Man 27 (2006)
- Minute Man 28 (2006)
- Minuteman Solo 26 (2006)
- Waterbucks 2 (2006)
- Couples 3 (2007)
- Falcon Studios 35th Anniversary Limited Edition  (2007)
- Hawai'i (2007)
- Minute Man 29: Built  (2007)
- Minute Man 30: Tough  (2007)
- Pool Parties (2007)
- Best of Dylan Reece  (2008)
- Inside Out (2008)
- Massive (2008)
- Best of Jason Hawke (2009)
- Deliverance: Code Of Conduct 2 (new) (2009)
- Face Fuckers 1 (2009)
- Hot Bods (2009)
- Minute Man 32: Hold Tight (2009)
- MuscleHeads (2009)
- Workin' Stiff (new) (2009)
- Colt Icon: Luke Garrett (2010)
- Double Penetration (2010)
- Gruff Stuff (2010)
- Hard Wood (2010)
- Minute Man 33: Heads Up! (2010)
- Minute Man 36: Stiff Action (2010)
- Minute Man Solo 34: Big Load (2010)
- Ripped: No Pain All Gain (2010)
- Best of Danny Somers (2011)
- Man Tricks (2011)
- Minute Man 37: Sun Stroked (2011)
- Minute Man 38: Relief (2011)
- Minute Man Solo 39: Wet Strokes (2012)